# Acido jasmonico
L'acido jasmonico è un fitormone; estratto per la prima volta da arbusti di gelsomino - da cui il nome - si è successivamente rintracciato in molte altre specie di piante.
Sintetizzato a partire dall'acido linoleico è implicato nello sviluppo del polline, dei semi e nella difesa contro stress fisici (ferite), chimici (ozono) e biotici (insetti, funghi, batteri e patogeni vari).
La sua presenza comporta la sintesi di proteine quali: difensina, tionina e chitinasi, che determinano la resistenza sistemica indotta (ISR).
L'acido jasmonico ed alcuni suoi derivati (principalmente lo jasmonato di metile), sono utilizzati come elicitori, ossia agenti in grado di indurre nelle piante, o nelle colture cellulari vegetali, la produzione di metaboliti secondari implicati nella difesa chimica.